# Rawsonia
Rawsonia is een geslacht uit de familie Achariaceae. De soorten uit het geslacht komen voor in Afrika.

## Soorten
- Rawsonia burtt-davyi (Edlin) F.White
- Rawsonia lucida Harv. & Sond.